# Cayo Sotavento
Cayo Sotavento es una isla en el océano Atlántico que pertenece al país caribeño de Cuba, y forma parte del archipiélago de Sabana-Camagüey (en la sección o subgrupo Sabana) localizada entre los Bajos del Esponjal al este, la bahía de Filipinas (En Cuba) al oeste, al suroeste de Cayo Arbolito y al norte de Cayo Barbero, en las coordenadas geográficas 23°03′42″N 80°09′33″O / 23.06167, -80.15917. Administrativamente depende de la provincia cubana de Villa Clara, 226 kilómetros al este de la capital del país la ciudad de La Habana.